# Чемпионат СССР по вольной борьбе 1987
43-й Чемпионат СССР по вольной борьбе проходил в Воронеже с 11 по 14 июня 1987 года.

## Медалисты
| Весовая категория   | Золото                                      | Серебро                                         | Бронза                                             |
| ------------------- | ------------------------------------------- | ----------------------------------------------- | -------------------------------------------------- |
| Наилегчайший вес    | Сергей Карамчаков «Динамо» (Красноярск)     | Гнел Меджлумян Вооружённые Силы (Ереван)        | Михаил Кушнир «Динамо» (Львов)                     |
| Легчайший вес       | Владимир Тогузов «Динамо» (Орджоникидзе)    | Зураб Татуашвили Вооружённые Силы (Тбилиси)     | Аслан Агаев Вооружённые Силы (Баку)                |
| Полулёгкий вес      | Руслан Караев Профсоюзы (Махачкала)         | Камалутдин Абдулдаудов Вооружённые Силы (Минск) | Алисултан Алисултанов Вооружённые Силы (Махачкала) |
| Лёгкий вес          | Хазар Исаев Вооружённые Силы (Москва)       | Сергей Масьянов «Динамо» (Воронеж)              | Степан Саркисян Профсоюзы (Кировокан)              |
| 1-й полусредний вес | Абдулла Магомедов «Динамо» (Красноярск)     | Борис Будаев Вооружённые Силы (Улан-Удэ)        | Х. Мамаев Профсоюзы (Минск)                        |
| 2-й полусредний вес | Адлан Вараев Вооружённые Силы (Грозный)     | Насыр Гаджиханов «Динамо» (Махачкала)           | Владимир Дзугутов Вооружённые Силы (Орджоникидзе)  |
| 1-й средний вес     | Владимир Модосян «Динамо» (Красноярск)      | Лукман Жабраилов «Динамо» (Махачкала)           | Александр Савко Вооружённые Силы (Гродно)          |
| 2-й средний вес     | Махарбек Хадарцев «Динамо» (Ташкент)        | Рудик Арутюнян Вооружённые Силы (Москва)        | Шамиль Абдурахманов Профсоюзы (Минск)              |
| Полутяжёлый вес     | Лери Хабелов «Трудовые резервы» (Тбилиси)   | Ахмед Атавов «Динамо» (Красноярск)              | Заза Ткешелашвили «Трудовые резервы» (Тбилиси)     |
| Тяжёлый вес         | Аслан Хадарцев «Трудовые резервы» (Ташкент) | Давид Гобеджишвили «Динамо» (Тбилиси)           | Виктор Зангиев «Динамо» (Орджоникидзе)             |